# Телевидение повышенной чёткости
Телеви́дение повы́шенной чёткости (англ. Enhanced-Definition Television, сокр. EDTV) — стандарт телевизионного вещания повышенного качества, основанный на современных стандартах разложения изображения, обеспечивающих более высокую разрешающую способность по сравнению с телевидением стандартной чёткости. По ГОСТ 21879—88 телевидением повышенной чёткости считается система телевещания повышенного качества, достигаемого увеличением горизонтальной или вертикальной чёткости изображения. 

## В России
В России, согласно ГОСТ Р 53536-2009, цифровое телевидение повышенной чёткости подразумевает передачу сигналов с построчным разложением, числом активных строк в кадре 720 и числом элементов в строке 1280, то есть соответствует стандарту разложения 720p. Параметры системы выбраны для оптимального просмотра изображения с расстояния наблюдения, равного четырём высотам экрана. Частота кадров равна 50 Гц.
Предполагается воспроизведение изображения повышенной чёткости в формате кадра 16:9. Однако, возможна также передача цифрового сигнала с унифицированным форматом отображения 15:9 с разрешением 1280x768 с дополнительный полем для отображения текстовой информации внизу экрана (1280x480) или полного отображения изображения с форматом кадра 4:3 и разрешением 1024x768.

## В США
В США термин «телевидение повышенной чёткости» (EDTV) был принят[когда?] Ассоциацией потребителей электроники CEA (англ. Consumer Electronics Association) для обозначения цифровых стандартов разложения 576p (PAL) и 480p (NTSC) с применением прогрессивной развёртки. В стандартах EDTV, принятых CEA, частота смены кадров равна 25 или 30 Гц, для 576p и 480p соответственно. Специально для записи фильмов на DVD без преобразования частоты кадров поддерживается и формат 24p. Стандарт 480p с форматом кадра 16:9 имеет разрешение 852 × 480, однако, такое разрешение используется в широкоэкранных телевизорах, реальный видеосигнал растягивается из размеров 720x480 за счёт цифрового анаморфирования. На телевизоре с обычным экраном 4:3 такое видео отображается с чёрными полями сверху и снизу в технике Letterbox.